# 연정원
봉우 권태훈이 설립한 정신 수련 단체이다. 한국단학회 연정원(중국어: 韓國丹學會 硏精院)이라는 명칭을 대외적으로 사용한다.

## 특징

### 종교적으로 비편향
전국에 몇 개의 지역 지부들이 있으며 회원들이 단체 운영을 지원한다. 수련자 모임이며 단체의 종교적 관점은 비편향적 중립이다.
봉우 선생은 자신의 저서들에서 선사시대를 다룰 경우엔 한국이 아닌 환국 (유사역사학)이라는 표현만을 사용하였으므로, 이 단체의 명칭에서 한국은 친한 세력이라는 의미 보다는 학회 명칭들에서 관례적 표현이라는 해석이 더 합당할 것이다.

### 학습자들이 모인 유명한 수련 모임
타학문 분야의 학회와 달리 연구 단체들 간에 이론적인 대립이 큰 학계이기 때문에, 국내 학계를 대표하여 모든 국내 석박사급 연구자들을 공식적으로 결집시키는 학술인들 모임의 위치는 아니다. 하지만 1980년대 학계 좌장급이었던 국내에서 높은 인지도와 그에 따른 학계 내에서 비중은 지금도 확고하다.

## 기타
- 공부 입문자들을 위해서 간간히 전국 지부에서 회원 자격이 없이 참여하는 기본 과정 강의가 개설된다.
- 정회원에게 회비는 지부 교육장의 부동산 비용을 회원들이 나누어 분담하기 위해서 약소한 금액을 받는다.

- 봉우 권태훈 선생이 내려와 강연도 하던 부산지부가 이라크전 파병이 시작되는 무렵에 연제구 시청 앞에서 동래 온천장으로 옮겨진다.
- 대종교와 관련한 공지를 모임 소식에서 접할 수 있다.

## 같이 보기
- 단전호흡
- 경당 (고구려)
- 니콜라 빌렘#안중근의 거사를 지지했다는 오해 - 2010년 국내 연구 결과